# Zastava Nikaragve
Zastava Nikaragve usvojena je 27. kolovoza 1971. Osmišljena je po uzoru na zastavu Srednjoameričke Federacije. Sastoji se od tri jednake vodoravne pruge plave i bijele boje. Bijela je simbol granice između Sjeverne i Južne Amerike, dok plave predstavljaju Karipsko more i Tihi ocean. 